# Кшемараджа
Раджанака Кшемараджа (санскр. क्षेमराज) (примерно 975—1025 гг.) — известный индийский философ, представитель интенсивно развивавшейся в средние века в Кашмире школы Трика (монистический шиваизм). Был учеником и двоюродным братом наиболее значительного мыслителя кашмирского шиваизма — Абхинавагупты. Сведений о его жизни практически не сохранилось. Перу Кшемараджи принадлежит немало работ — в основном, комментариев, посвященных различным аспектам субтрадиций Трики.
Наиболее значительные его произведения:
- «Пратьябхиджня-хридая» («Сущность Узнавания») (с автокомментарием);
- комментарий к «Сваччханда-тантре»;
- комментарий к «Нетра-тантре»;
- комментарий к «Шива-сутрам» Васугупты;
- «Спанда-нирная» («Определение спанды»);
- «Спанда Сандоха» («Сущность спанды»);

«Спанда-нирная» («Определение спанды») — комментарий к основному тексту «Спанда-карики», авторство которого традиционно приписывается (прежде всего, самим Кшемараджей) жившему в конце VIII — начале IX вв. кашмирцу Васугупте.
«Спанда Сандоха» («Сущность спанды») — комментарий к первой шлоке «Спанда-карики», специально составленный Кшемараджей. Об особом значении этой шлоки для всего кашмирского шиваизма говорит тот факт, что на основании этого комментария внутри данного течения выросла школа Спанда.
Текст шлоки и переводы:
yasyonmesanimesābhyām jagatah pralayodayau .
tam śakticakravibhavaprabhavam śamkaram stumah ..
- Мы славим могучего Шанкару (Шиву), источник множества энергий, того, который, закрывая глаза, растворяет мир, а открывая их — порождает. (Перевод С. В. Пахомова)
- Превозносим Того Шанкару, Чьим раскрытием и закрытием глаз проявляется и исчезает Вселенная, Являющимся источником могущественной совокупности Шакти. (Перевод Ерченкова О. Н.)
- Мы возносим хвалу Шанкаре, Источнику вездесущей Шактичакры, тому, кто открытием и закрытием глаз проявляет и поглощает вселенную. (Перевод Ананта Виджняна Даса)

Для Кшемараджи характерно переплетение элементов, относящихся к обоим аспектам комментаторской мысли. С одной стороны, отчасти он истолковывает текст в духе школы, которая порождена этим текстом («Спанда-карики»), с другой, часто выходит за пределы школы Спанда и активно использует наработки иных течений, прежде всего развивавшейся в Кашмире эзотерической школы Крама (посвященным в традицию которой он был) и, несомненно, школы Пратьябхиджня.